# ألفونسو دي لوتشيا
ألفونسو دي لوتشيا (بالإيطالية: Alfonso De Lucia)‏ (مواليد 12 نوفمبر 1983 في نولا - إيطاليا) لاعب كرة قدم إيطالي يلعب حاليا لصالح نادي الدرجة الأولى ليفورنو الإيطالي منذ 2007 في مركز حارس مرمى .

## روابط خارجية
- ألفونسو دي لوتشيا على موقع قاعدة بيانات كرة القدم.إي يو (الإنجليزية)
- ألفونسو دي لوتشيا على موقع Soccerway.com (الإنجليزية)
- ألفونسو دي لوتشيا على موقع عالم كرة القدم.نت (الإنجليزية)
- ألفونسو دي لوتشيا على موقع كووورة
- ألفونسو دي لوتشيا على موقع AS.com (الإسبانية)